# 沃代蒙
沃代蒙（法語：Vaudémont，法語發音：[vodemɔ̃]）是法国默尔特-摩泽尔省的一个市镇，位于该省南部，属于南锡区。

## 地理
沃代蒙（48°25'1"N, 6°3'22"E）面积5.76 平方千米，位于法国大東部大區默尔特-摩泽尔省，该省份为法国东北部内陆省份，是洛林的一部分，北邻比利时、卢森堡，北起顺时针与摩泽尔省、下莱茵省、孚日省和默兹省接壤。
与沃代蒙接壤的市镇（或旧市镇、城区）包括：沙乌耶、多马里厄尔蒙、萨克松雄、泰苏沃代蒙、托雷-利奥泰。
沃代蒙的时区为UTC+01:00、UTC+02:00（夏令时）。

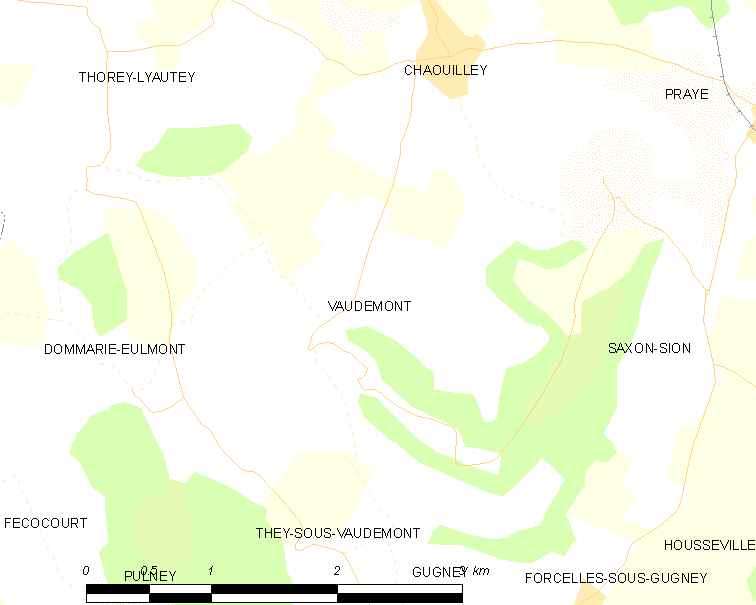
沃代蒙的OSM定位图

## 行政
沃代蒙的邮政编码为54330，INSEE市镇编码为54552。

## 政治
沃代蒙所属的省级选区为梅讷欧桑图瓦县。

## 交通
默尔特-摩泽尔省省道D53线经过境内。

## 人口

1962-2008年间沃代蒙人口变化图示

沃代蒙于2022年1月1日时的人口数量为70人。